# Heinrich Wiese (Politiker)

Heinrich Wiese

Johann Heinrich Friedrich Wiese (* 22. Juli 1896 in Eutin; † 27. September 2000 in Eckernförde) war ein deutscher Politiker (NSDAP) und Reitsportler.

## Leben und Wirken
Nach dem Besuch der Volksschule wurde Heinrich Wiese zum Landwirt und Müller ausgebildet. Von Juni 1916 bis November 1918 nahm Wiese mit dem Reserve-Infanterie-Regiment 214 am Ersten Weltkrieg teil. Im Krieg wurde er bis zum Vizefeldwebel befördert, mindestens einmal verwundet und mit dem Eisernen Kreuz, dem Oldenburgischen Kreuz II. Klasse und dem Mecklenburgischen Kreuz II. Klasse ausgezeichnet.
In den frühen 1920er Jahren begann Wiese sich in Kreisen der extremen politischen Rechten zu engagieren: 1923 wurde er Mitglied des Stahlhelms, 1929 trat er zur NSDAP über. Außerdem wurde er Mitglied in der Sturmabteilung (SA), in der er ab 1930 Aufgaben als SA-Führer übernahm. Sein höchster in der SA erreichter Rang war der eines SA-Oberführers (1943). Von 1931 bis 1933 amtierte er zudem als Mitglied des Stadtrates von Eutin.
Vom 12. November 1933 bis zum Frühjahr 1945 saß Wiese als Abgeordneter für den Wahlkreis 13 (Schleswig-Holstein) im nationalsozialistischen Reichstag.
Wiese verstarb im Jahr 2000 mit 104 Jahren. Er war der als vorletzter verstorbene Abgeordnete des Reichstags aus der NS-Zeit und der drittletzte verstorbene Reichstagsabgeordnete aus der Zeit des Deutschen Reiches überhaupt. Einzig Josef Felder (SPD) († 28. Oktober 2000) und Emil Klein († 2010) (NSDAP) überlebten ihn.

## Sportliche Erfolge
Im Jahre 1934 gewann Wiese mit seiner neunjährigen Stute Wahne das Steeplechase von Pardubice vor Lata von Brandis auf Norma. Beim Von der Goltz-Querfeldein – Großes Trakehner Jagdrennen in Trakehnen siegte er 1934, 1935 und 1938 auf Wahne.